# Zamarada dentigera
Zamarada dentigera är en fjärilsart som beskrevs av W. Warren 1909. Zamarada dentigera ingår i släktet Zamarada och familjen mätare. Inga underarter finns listade i Catalogue of Life.